# 胡安·达里恩佐
胡安·达里恩佐（Juan D`Arienzo，1900年12月14日—1976年1月14日），最伟大的阿根廷探戈音乐作曲家及演奏家之一。为阿根廷探戈音乐舞蹈的发展起到了巨大的推动作用。被称为节拍之王（El Rey del Compás）。其音乐创作成为阿根廷探戈四大代表派别之一。四大音乐派别为胡安·达里恩佐（Juan D`Arienzo）,卡洛斯·底萨里（Carlos Di Sarli）,阿尼巴·特罗伊洛（Anibal Troilo）,奥斯瓦尔多·普格列斯（Osvaldo Pugliese）.

## 童年时代
出生于阿根廷首都布宜诺斯艾利斯的一个意大利移民家庭，父亲Don Alberto D'Arienzo 母亲 Amalia Améndola，他们的家就在国会大楼所在的地区。胡安是三个孩子中的老大。很小的时候就表现出很高的音乐造诣，可是他的父亲希望他学习法律，并将来继承家里的农产品工厂，从胡安一开始学习音乐到最后成为一代大师，他的父亲始终反对他的志向，并认为探戈是“没有前途的”。胡安的母亲则支持鼓励她的孩子们往音乐的方向发展，所以三个孩子很小的时候就开始从事音乐训练，胡安12岁时开始拉小提琴，他的弟弟Ernani是鼓手和弹钢琴，妹妹Josephine弹钢琴并且是名女高音。胡安八岁的时候，母亲送他进了马斯卡尼音乐学校（Mascagni Conservatory）,之后又送他进入了阿尔提班-皮亚基尼音乐学校（Altiban-Piazzini Conservatory）。后来他还是进入了正统的中学学习（Cornelio Saavedra elementary school 和 el Nacional Mariano Moreno high school）。他在学校表现优秀，后来还为他的父亲做事，表现出了优秀的经商天赋。

## 早期乐团时代
12岁在马斯卡尼音乐学校时，胡安开始同Ángel Domingo D'Agostino（钢琴手），Ernesto Bianchi（竖笛手）组成小乐队，而后又有一位叫Ennio Bolognini的乐手加盟。他们一开始得到了每个星期天下午在动物园演出的机会，而且在一个木偶剧团挣每次4个比索。
1917年，他遇到了卡洛斯·波萨达斯（Carlos Posadas），探戈早期发展（19世纪末期）时的一位重要人物。胡安得以在大道剧院（Teatro Avenida）谋得一份工作。卡洛斯于1918年逝世，一年的时间中，他成为了胡安亦师亦友的伙伴。
1919年，胡安在国家剧院（Teatro Naciona）的一出叫“在蒙马特小酒馆”（El Cabaret Montmartre）的喜剧演出中首次登台。在1949年的一次访谈中，他谈到了这次处女秀：
达克斯提诺（D’Agositino）和我拉小提琴，我们参与演出了Alberto Novión的喜剧El Cabaret Montmartre……我们领导一个小的探戈乐队。参见演出的还有Los Undarias舞蹈团，还有El Morocho Portuguesa,两个著名的canyengue tango明星。（译者注：这个时期还被称为canyengue tango）.
英文版：We, D'Agostino and I on the violin, we attended the opening night of the play by Alberto Novión El Cabaret Montmartre... We played in a small tango orchestra, led by us, which accompanied Los Undarias, a famous dance number formed by the partners and El Morocho Portuguesa, two canyengue tango stars.
在20年代，胡安开始尝试各种音乐形式演出，主要是爵士乐。这个时候国家剧院乐团的一项经常的工作是给电影默片陪现场音效。由于他的技术在乐团中不被推崇，而且大家认为他拉的高音刺耳，给他取了个小蟋蟀（El Grillito）的外号。所幸，他在为阿根廷世界电台（El Mundo）工作时，得到了应有的名誉。
1926年，他重新回到探戈音乐世界中，给La Orquesta Típica Paramount（派拉蒙乐团？？）的电影拉小提琴。
1928年，他组建了第一个自己的乐团，Alfredo Mazzeo, Luis Cuervo和他本人任提琴手；Ciriaco Ortiz, Nicolás Premian and Florentino Octaviano拉手风琴；Vicente Gorrese任钢琴手；Juan Carlos Puglisi为低音贝斯；Carlos Dante任歌手。

## 黄金时期
对于绝大多数的探戈爱好者而言，他们认识的胡安·达里恩佐是1935年以后的。这一年阿根廷经历了经济危机，探戈音乐界失去了歌王卡洛斯·葛戴尔（Carlos Gardel）。对于胡安，这一年，一位来自乌拉圭的探戈作曲家Pintin Castellanos给胡安带来了一首新曲子La Puñalada。同年，一位叫鲁道夫·彼亚基的钢琴师加盟了胡安的乐队。新钢琴师建议他把曲子的拍子从4/8改成更适合舞蹈的2/4。一开始胡安不同意任何风格上的改动，可是有一个晚上，胡安迟到了，乐队在没有他的情况下自行演奏起来，接下来发生的事情可以被称为现象级的。音乐像水一样流淌出来。记载如下：
七月九日，跳舞的人们高兴地拍着手尖叫着，要求达里恩佐继续这种新风格，乐队的队长没有其余选择，只好这样继续了。
July 9, the public danced with such gusto that when the crowd, shouting and clapping, asked D'Arienzo to continue with that new style, the director had no other choice but to play it all night.
胡安·达里恩佐和他的乐团得到了年轻人的青睐，他也开始赚钱了。同年，他帮唱片公司RCA Victor录制里第一张专辑，里面收录了著名的Desde El Alma和Hotel Victoria。胡安的乐队 Tipica Orchestra通过El Mundo音乐广播台引起了巨大的反响，在这之后的二十年里，他的节奏和旋律成了教科书样本。1937年，由于在 El Mundo音乐广播台的超高知名度，节拍之王（El Rey del Compás）成为了他一生的绰号。
1938年，彼亚基离开了胡安·达里恩佐成立了自己的乐队，胡安命令继任的钢琴师Fulvio Salamanca延续他的风格，从而继续他在探戈界巨大的成功。彼亚基加入了另外一家大唱片公司Odeón，也加入了另外一家大电台Radio Belgrano。（分道扬镳后两人的粉丝们就一直对立，一派认为彼亚基剽窃了达里恩佐的风格，一派认为达里恩佐的风格完全是彼亚基赋予的。）这个时候的胡安·达里恩佐已经成为了布宜诺斯艾利斯夜晚的明星。用他自己的话说就是：“我的成就让成百上千的探戈乐队和舞厅在夜晚像花朵样绽放。（With me one hundred thousand tango orchestras and neighborhood clubs flourished.）”
关于胡安·达里恩佐音乐的特点。一种说法是第一要素是钢琴（尤其是从彼亚基开始的风格），这一点胡安自己也在晚期的采访中承认；然后是一般处于独奏状态的小提琴；最后用手风琴（Bandoneon）的断音推向高潮。
当1935年胡安·达里恩佐将探戈重新变成2/4拍的时候，其余的探戈音乐风格，比如卡洛斯·底萨里（CalosDi Sarli）,阿尼巴·特罗伊洛（Anibal Troilo）等名家的新式创作被胡安形容为探戈的“危机”。他在晚期时候的访谈说到：
年轻人喜欢我，喜欢我的探戈音乐是因为他们都有强烈的节奏感。年轻人就是这样，快乐，运动。如果你给他们演奏只有旋律没有强烈节奏的，当然他们不喜欢。这就是当时所发生的。现在很多很棒的音乐家和乐团他们认为自己在演奏探戈音乐，但实际不是。没有节奏空间，就没有探戈。可能他们能创造个更受欢迎的新风格，如果他们走运的话。但我还是认为没有节奏空间就不是探戈。我尊敬他们所有人，但是他们所挖掘的不是探戈。如果我错了，就意味着我错了五十年。
“Young people like me. They like my tangos because they are rhythmic, nervous up-tempos. Youth is after that: happiness, movement. If you play for them a melodic tango and out of beat, surely they won't like it. That's what happens. Now there are good musicians and great orchestras that think that what they play is tango. But it is not so. If they don't have timing there's no tango. They think they can make popular a new style and perhaps they can be lucky, but I keep on thinking that if there is no beat there is no tango. As professionals I have respect for them all. But what they dig is not tango. And if I'm wrong it means that it's more than fifty years that I'm wrong.”
胡安·达里恩佐的乐队一般由五把小提琴，一把低音提琴，五架手风琴，一架钢琴和一个歌唱者。他通常是跟比这个规模更大的乐队编制合作而不是更小的。
Luis Adolfo Sierra在他1966年的著作《The Evolution of Instrumental Tango》（探戈器乐的发展）中，描写到：探戈舞蹈的再次复兴，这种现象是由于一位重要人物胡安·达里恩佐带来的结果。他创造了一种风格演奏的模式。这种模式是：严格的，标记的，切割般的，加速的，没有感情色彩的音符运动而不是断音或空白......
胡安的指挥风格也是高度的非传统型，在台上像杂耍般的富有幽默感，他离乐手们很近，强迫他们富于表现力。用乐手们的话讲，他的指挥是“妆模作样的风格”。

## 趣事
胡安·达里恩佐在世界上都是享有名望的，但是终其一生只是在乌拉圭进行过外国演出，没有去过任何其他地方。因为他的朋友Carlitos告诉他要死在飞机上。最后果然应验。之后歌王Gardel也死于空难。所以胡安害怕飞机，也绝不坐飞机。
日本裕仁天皇是个超级探戈迷，天皇请达里恩佐的乐队来日本演出，达里恩佐惧怕飞机所以拒绝了。天皇又邀请他乘船来日本，由于当时要花40天的时间才能从阿根廷到日本，达里恩佐也拒绝了。天皇甚至曾经命令潜水艇直接把达里恩佐接到日本来。他还是拒绝了。最后是当时乐队钢琴手胡安，坡里多（Juan Polito）带着达里恩佐的乐队去了日本演出，达里恩佐本人没去。

## 音乐鉴赏链接
- El Choclo (Tango) (1937) http://www.youtube.com/watch?v=gZxMPZlWifM （页面存档备份，存于）
- El Flete (Tango) http://www.youtube.com/watch?v=oxF4VJNbuwA （页面存档备份，存于）
- Dime Mi Amor (Milonga) http://www.youtube.com/watch?v=XxTUOWifTtU （页面存档备份，存于）
- Milonga Del Corazon (Milonga) http://www.youtube.com/watch?v=k1RFywiAB3A （页面存档备份，存于）
- La Cumparsita (on live) (Tango) http://www.youtube.com/watch?v=LHOgQQ_D3EY （页面存档备份，存于）
- Loca (on live) (Tango) http://www.youtube.com/watch?v=3Z5qEKxfmm8 （页面存档备份，存于）

## 经典舞者演绎
- Daniel Nacucchio y Cristina Sosa (Loca) http://www.youtube.com/watch?feature=player_embedded&v=iARhX0o2fwc （页面存档备份，存于）
- Octavio Fernandez y Corina Herrera (El Flete) http://www.youtube.com/watch?v=C_Rx1JXg80g （页面存档备份，存于）
- Mariano Chicho Frùmboli y Lucìa Mazer (La Cumparsita) http://www.youtube.com/watch?v=CPbEaZYUVtA （页面存档备份，存于）
- Javier Rodriguez y Virginia Pandolfi (Milonga Vieja Milonga) http://www.youtube.com/watch?v=oV059iLSd8U （页面存档备份，存于）